# Emilie Naske-Leiter
Emilie Naske-Leiter (24. listopadu 1866 Brno – 31. května 1945 Brno) byla německá pedagožka a spisovatelka, píšící německy a moravským dialektem (pseudonym Emmy Leitner).

## Životopis
Rodiče Emilie: Wenzl Leiter a Aloisia Leiter-Catinelli. Sourozenci: Carl Leiter (10. 5. 1861), Aloisia Leiter (18. 5. 1863), Rudolf Leiter (1869–1871). Manžel Alois Naske (14. července 1853), ředitel měšťanské školy. Svatba 24. října 1900 v Brně.
Emilie Naske-Leiter, středoškolská učitelka němčiny, zeměpisu a dějepisu v Brně. Přispívala do různých brněnských, pražských a vídeňských novin a časopisů. Psala romány, novely a divadelní hry. Byla členkou: Deutscher Journalisten und Schriftstellerverein für Mähren und Schlesien a Schutzverband deutscher Schriftsteller. Bydlela v Brně na adrese Augustinská (nyní Jaselská) 14.

## Dílo

### Próza
- Heitere Skizzen in Brünner Mundart – Brünn, C. Winkler’s Buchhandlung, 1925
- Die Chiromantin, ein Karlsbader Roman – 1926
- Thea liebt und schweigt[3]
- Noch ein Jahr[3]
- Brinnarisch: die Umgangssprache der Brünner Deutschen in freier und gebundener Form – herausgegeben vom Bundesverband der BRUNA, Heimatverband der Brünner e.V.; mit Beiträgen von Emmy Leitner-Naske ... [et al.]; ergänzt und zusammengestellt von Hanns Hertl, Stuttgart: BRUNA, Heimatverband der Brünner, c2004